# Жилли, Фридрих Давид
Фридрих Давид Жилли' (нем. Friedrich David Gilly; 16 февраля 1772, Альтдамм, Померания — 3 августа 1800, Карлсбад) — немецкий архитектор. Сын архитектора немецкого классицизма Давида Жилли.

## Биография

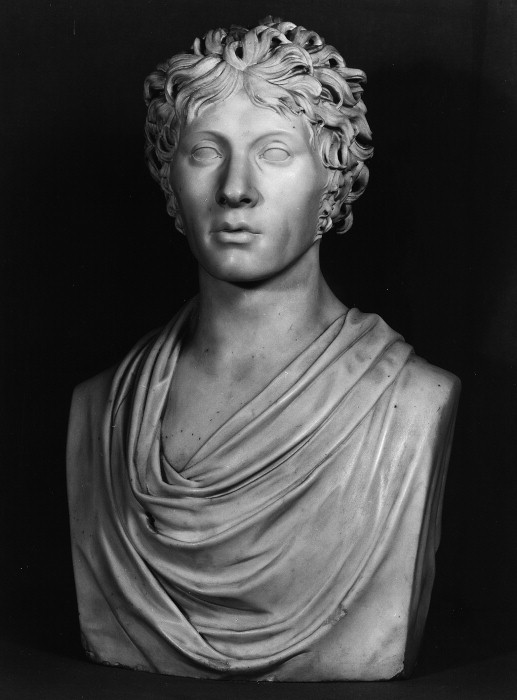
И. Г. Шадов. Портрет Ф. Д. Жилли

Жилли был выходцем из семьи французских эмигрантов-гугенотов, поселившихся в Пруссии в 1689 году. Его отец Давид Жилли был известным архитектором. В 1788 году Жилли Младший в возрасте шестнадцати лет приехал с отцом в Берлин и поступил в Академию искусств. Его учителями по архитектуре были Фридрих Бехерер и Карл Готтгард Лангганс. Жилли также получал уроки рисунка и живописи у Кристиана Бернхарда Роде, Иоганна Кристофа Фриша, Иоганна Генриха Мейля, Даниэля Николауса Ходовецкого и Иоганна Готфрида Шадова. Архитектурному проектированию его обучали Карл Готтхард Лангханс, Михаэль Филипп Буман и Фридрих Вильгельм фон Эрдмансдорф. Свою первую работу в Главном строительном управлении (Oberhofbauamt) он получил в 1789 году.
В 1790 году Жилли сопровождал советника по строительству Генриха Августа Риделя в его путешествии по Вестфалии и Голландии. В 1793 году последовала совместная поездка в Париж. В 1794 году Жилли вместе с отцом отправился в обширную учебную поездку по Восточной и Западной Пруссии.
В 1797 году Жилли путешествовал по Франции, Англии и Австрии. Рисунки, сделанные Жилли во Франции, отражают его интерес к архитектуре. На них изображены: «Фонтан Возрождения» (установлен в 1793 году на месте разрушенной Бастилии; не сохранился)., «Улица колонн» (пример городской реконструкции в стиле «революционного классицизма», 1791), палата Совета старейшин во дворце Тюильри, «грот Руссо» в Эрменонвиле (первый пример пейзажного парка во французском садово-парковом искусстве). Благодаря королевской стипендии Фридрих Вильгельм II в 1797—1798 годах он также смог предпринять обширную ознакомительную поездку по Великобритании, Франции, Австрии, Чехии. Путешествие в Италию оказалось невозможным по военно-политическим причинам.
После своего возвращения в 1798 году Жилли, как и его отец, вместе с Иоганном Альбертом Эйтельвейном, Генрихом Риделем, Михаэлем Филиппом Боуманом, Карлом Готтгардом Ланггансом, Фридрихом Бехерером участвовал в работе комиссии по созданию Берлинской строительной академии. Назначенный профессором академии в возрасте двадцати шести лет, он стал преподавать оптику и перспективу.
В январе 1799 года Жилли вместе с Генрихом Генцем основал «Частное общество молодых архитекторов» (Privatgesellschaft junger Architekten), которое было задумано как учебный центр. По примеру Академии Платона в неё вошли семь членов: помимо двух основателей, оценщик строительства Иоахим Людвиг Цительман, архитекторы Карл Халлер фон Халлерштайн, Карл Фердинанд Лангханс, Мартин Фридрих Рабе и Карл Фридрих Шинкель.
В 1799 году Давид Жилли женился на Марии Ульрике «Манон» Хайнхелин, дочери финансового советника. Их единственный сын умер младенцем в 1800 году.
Жилли скончался от туберкулёза 3 августа 1800 года в Карлсбаде в возрасте двадцати восьми лет. Завершение текущих строительных проектов взял на себя Карл Фридрих Шинкель.

## Профессиональная деятельность
В 1796 году Жилли разработал так и не реализованный проект памятника прусскому королю Фридриху II Великому. Монумент следует идеям французского «революционного неоклассицизма», примеры которого дал Клод-Николя Леду (кумир Давида Жилли Старшего) и, одновременно, воспроизводит в общих чертах композицию Парфенона Афинского акрополя, поднятого на высокий подиум. В рисунках и проектах Фридриха Давида Жилли угадывается также влияние Джованни Баттисты Пиранези.
Разработанный Жилли проект национального театра в Берлине, который возвестил о совершенно новом архитектурном стиле, вначале не встретил одобрения.
Из зданий, построенных по проектам Жилли, сохранилось только одно: Мавзолей семьи фон Хойм в замковом парке Дайернфурт (с 1945 года польский Бжег-Дольны) в Силезии (1800—1802, частично разрушен после 1942 года) в городе Бжег-Дольны. Мавзолей выполнен в форме древнегреческого простиля мощного и сурового дорического ордера. Здание знаменовало собой завершение третьей и последней фазы реконструкции парка замка Дайернфурт, спроектированного Карлом Готтгардом Лангхансом. Общество Фридриха Жилли, основанное в 2006 году историком искусства Эллой Рилфс и архитектором Эйко Беренсом, поставило перед собой задачу обеспечить безопасность и восстановление мавзолея семьи фон Хойм.
Архитектурное творчество Фридриха Давида Жилли, несмотря на незначительное количество сохранившихся сооружений, а также его преподавательская деятельность, имели важное значение для распространения идей классицизма в Германии. С 1799 года в проектной мастерской Давида Жилли Старшего и Фридриха Давида Жилли Младшего изучал архитектуру Карл Фридрих Шинкель (все трое стали друзьями) — впоследствии знаменитый немецкий архитектор, один из основателей оригинального стиля «прусского эллинизма». У Фридриха Давида Жилли учился Леон фон Кленце, создатель столь же оригинального архитектурного стиля баварского, или мюнхенского, классицизма.

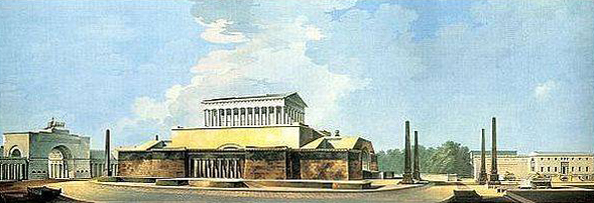
Проект памятника Фридриху II Великому. 1796
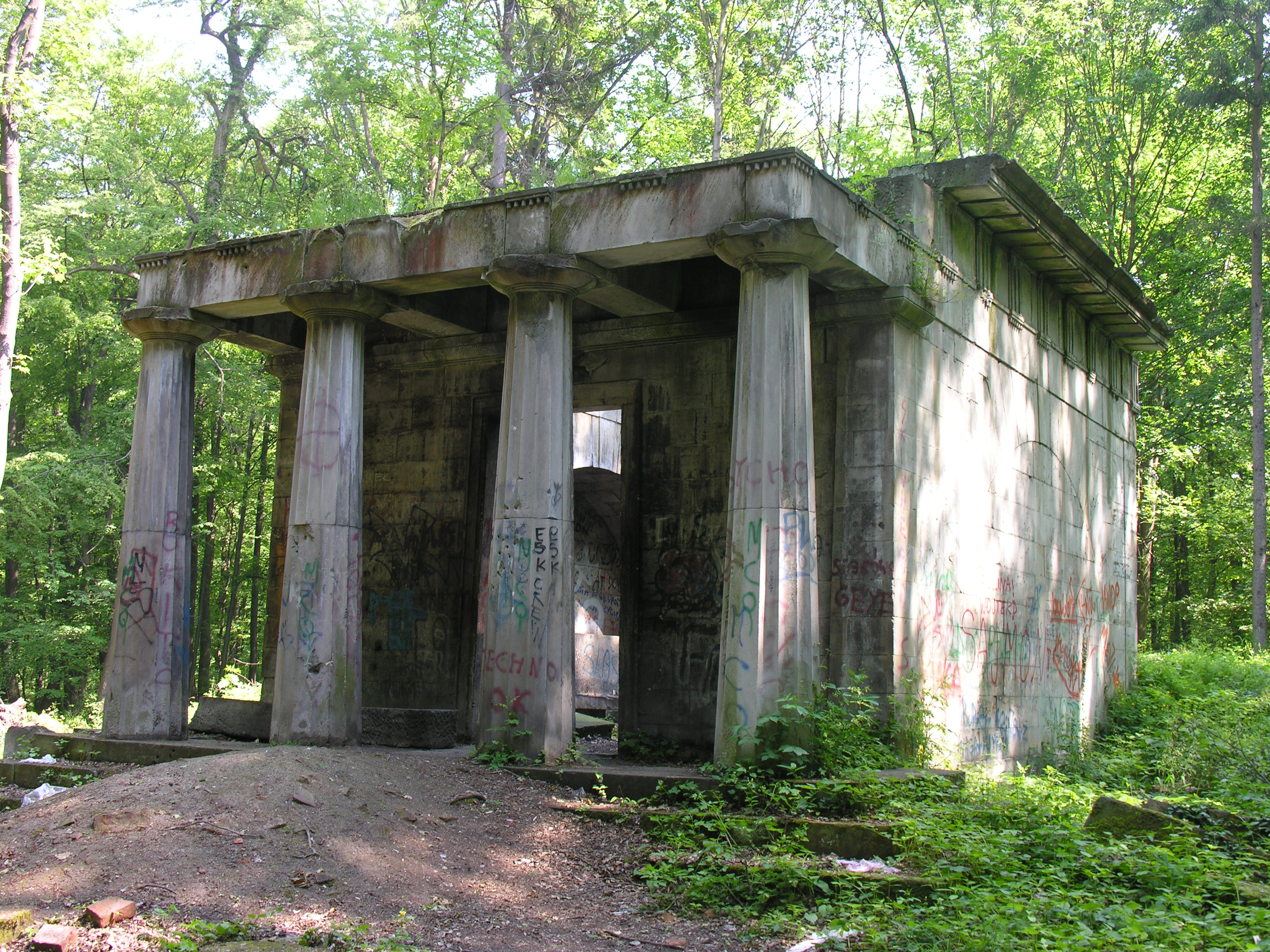
Мавзолей семьи фон Хойм в парке Дайернфурт (Бжег-Дольны) в Силезии. 1800—1802
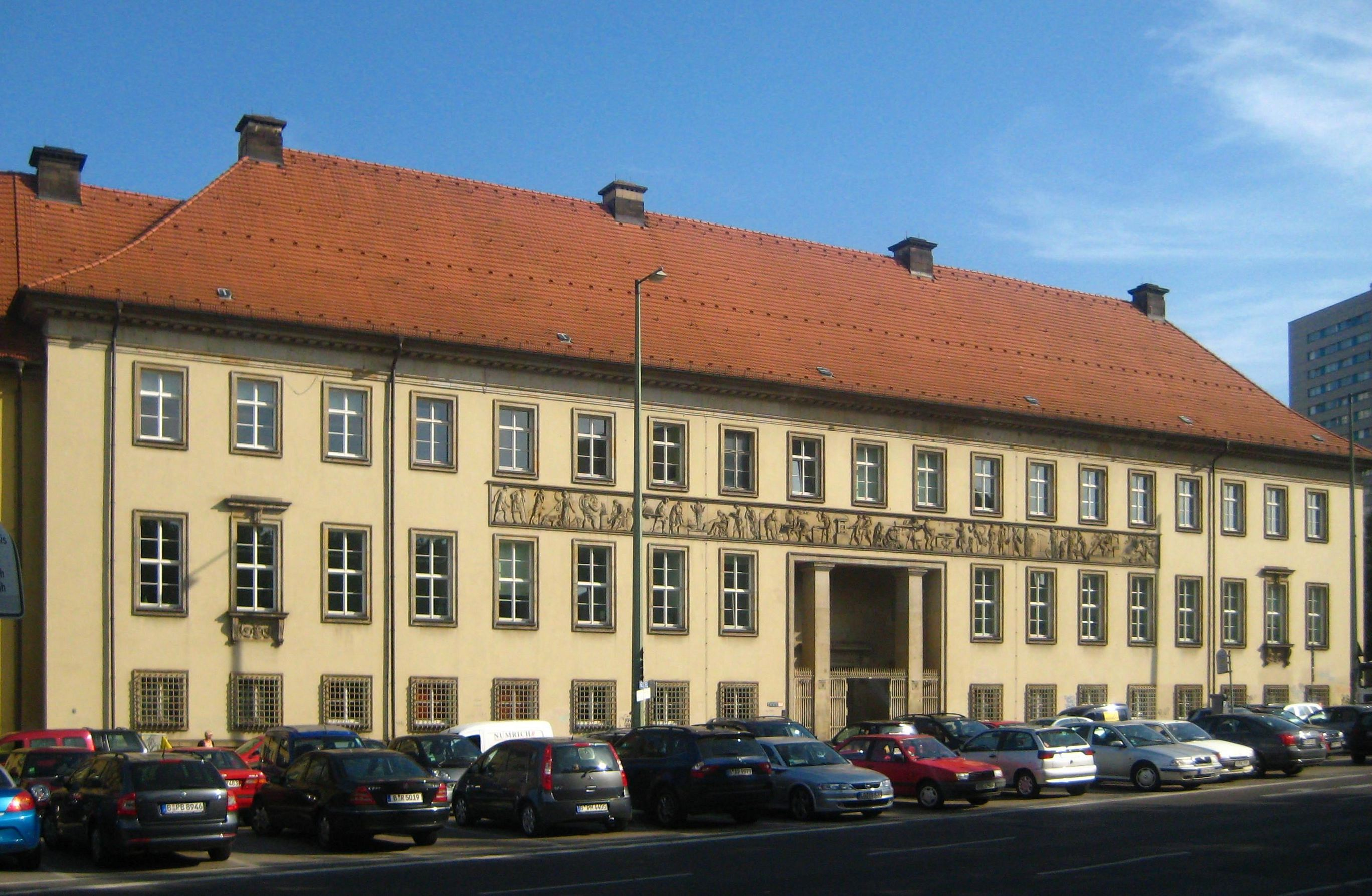
Здание Молочного рынка. Берлин-Митте